# Парлоу, Синди
Синтия Мари (Синди) Парлоу-Коун (англ. Cynthia Marie 'Cindy' Parlow Cone; род. 8 мая 1978, Мемфис, Теннесси) — американская футболистка футбольный тренер и спортивный функционер. Двукратная олимпийская чемпионка (1996, 2004) и чемпионка мира (1999) в составе сборной США, двукратная чемпионка NCAA с командой Университета Северной Каролины (1997, 1998), двукратная обладательница Херманн Трофи; как тренер — чемпионка Национальной женской футбольной лиги с клубом «Портленд Торнс» (2013). Член Национального зала футбольной славы (2018). С 2020 года президент Федерации футбола США.

## Игровая карьера
В годы учёбы в Джермантаунской средней школе (Теннесси) дважды включалась в символическую школьную сборную США. В 1994 году была признана школьным игроком года в Теннесси и привела сборную своей школы к званию чемпионов штата.
После поступления в Университет Северной Каролины в Чапел-Хилле четыре года подряд (1995—1998) включалась в символическую первую сборную NCAA. В 1997 и 1998 годах дважды становилась со сборной университета чемпионкой I дивизиона NCAA, при этом в 1997 году забила решающий гол в финальном матче, а в 1998 году стала лучшим бомбардиром команды с 21 голом и 11 результативными передачами. В 1997 и 1998 годах завоёвывала Херманн Трофи — награду лучшему игроку вузовского футбола США — среди женщин, став второй в истории (после Мии Хэмм) футболисткой, которой удалось получить этот приз дважды подряд. Кроме того, одновременно Парлоу дважды стала лауреатом альтернативного приза лучшей студентке-футболистке, присуждавшегося Спортивным клубом Миссури (MAC), а в 1998 году была признана лучшим игроком конференции ACC. В общей сложности за время выступлений за Университет Северной Каролины забила в ворота соперниц 68 мячей.
14 января 1996 года в возрасте 18 лет дебютировала в составе сборной США в матче со сборной России, забив в этой игре два гола. На Олимпийских играх в Атланте Парлоу была самым молодым игроком в составе американской сборной, завоевавшей в итоге чемпионское звание. В 1999 году на чемпионате мира также завоевала со сборной США золотые медали; за турнир забила два гола, в том числе первый мяч в полуфинальной игре со сборной Бразилии, окончившемся со счётом 2:0 в пользу американок. Парлоу стала самым молодым игроком в истории футбола (среди мужчин и женщин), выигравшим Олимпийские игры и чемпионат мира — рекорд, остававшийся непобитым в последующие 20 лет.
Второй раз Парлоу стала олимпийской чемпионкой на Играх 2004 года в Афинах, помимо этого завоевав со сборной серебряную медаль на Олимпиаде 2000 года и бронзовую — на чемпионате мира 2003 года. Завершила выступления за сборную в 2004 году, за это время сыграв за команду 158 матчей и забив 75 голов.
Одновременно с выступлениями за сборную играла в 2001—2003 годах в клубе «Атланта Бит», выступавшем в профессиональной лиге Women's United Soccer Association. Дважды играла с этой командой в финалах лиги — в 2001 и 2003 годах. Выходу «Атланты» в финал в 2001 году способствовали два гола, забитые Парлоу в полуфинальном матче.

## Дальнейшая карьера
По окончании игровой карьеры Парлоу работала тренером. В качестве помощника главного тренера женской сборной Университета Северной Каролины она четырежды выигрывала с этой командой титул чемпионок NCAA; при этом в одном из чемпионатов она добилась этого, замещая главного тренера, взявшего отпуск для ухода за больной женой.
С 2010 по 2013 год тренировала национальные сборные девочек в возрастных категориях до 14 и 15 лет. Будучи приглашена на пост главного тренера женской профессиональной команды «Портленд Торнс», Парлоу в 2013 году выиграла с ней только что основанную Национальную женскую футбольную лигу. После первого сезона ей, однако, пришлось оставить должность по семейным обстоятельствам.
В дальнейшем Парлоу работала директором молодёжной программы клуба «Норт Каролайна». Одновременно с 2018 года выступала в качестве консультанта Совета игроков при Федерации футбола США. В 2019 году была избрана вице-президентом федерации, а в марте 2020 года, после внезапной отставки Карлоса Кордейро, стала президентом.

## Награды и звания
- Двукратная олимпийская чемпионка (1996, 2004), серебряный призёр Олимпийских игр (2000)
- Чемпионка мира (1999), бронзовый призёр чемпионата мира (2003)
- Двукратная чемпионка NCAA (1997, 1998)
- Двукратный лауреат Херманн Трофи и приза Спортивного клуба Миссури лучшей студентке-футболистке года (1997, 1998)
- Четырёхкратный член символической сборной NCAA (1995—1998)
- Двукратный серебряный призёр Women’s United Soccer Association (2001, 2003)
- Чемпионка Национальной женской футбольной лиги (2013, как тренер)
- Член Национального зала футбольной славы (2018)[7]
- Член Зала спортивной славы Теннесси (2000, 2004)[6]

Одна из улиц родного города Синди Парлоу — Мемфиса — носит её имя.